# Botanist
Botanist ist eine US-amerikanische Extreme-Metal-Band, die im Kern dem Black Metal zugeordnet wird. Jedoch hebt sich Botanist deutlich vom in diesem Genre Üblichen ab, sowohl durch das ungewöhnliche Hauptinstrument als auch durch die textlichen Botschaften, welche detailreiche Naturbetrachtungen und ein Transzendieren der Bedeutung des Menschen beinhalten. Lange Zeit handelte es sich um eine Ein-Mann-Band, wobei der in Kalifornien lebende Musiker sich hinter dem Pseudonym Otrebor verbirgt.

## Geschichte
Der Musiker Otrebor veröffentlichte in seinem 2009 begonnenen Ein-Mann-Projekt Botanist in den Jahren 2011 bis 2016 sechs Alben sowie zwei EPs. Für das siebte, im Jahr 2017 erschienene Album mit dem Titel Collective: The Shape Of He To Come sowie für Live-Auftritte arbeitete er dann mit mehreren anderen Musikern zusammen. Auch in den Folgejahren stießen weitere Musiker hinzu, einige nur für wenige Jahre. Auf dem 2020 erschienenen, von Dan Swanö produzierten Album Photosynthesis wirkten neben Otrebor der Schlagzeuger Daturus sowie der Bassist Tony Thomas mit.

## Musikalischer Stil
Anstelle elektrischer Gitarren wird bei Botanist eine amerikanische Form des Hackbretts namens hammered dulcimer benutzt, dessen Töne elektrisch verstärkt und verzerrt werden. Alejandro Rivero-Vadillo beschrieb das Ergebnis folgendermaßen:

„Der Sound von Botanist resultiert in einer unverwechselbaren, aber dennoch traditionellen Art und Weise, Black Metal zu produzieren, die zwar perkussiver ist als die klassischen Stilisierungen des Genres, aber den gleichermaßen verzerrten und kakophonischen Sound beibehält, der den Black Metal charakterisiert.“

Nicht mit Extreme Metal vertraute Zuhörer neigen dazu, die Musik von Botanist als kakophonisch zu bezeichnen:

„Ein erstickendes, beißendes Knurren leitet den Ansturm eines verstärkten, verzerrten Hackbretts und eines bissigen, überdrehten Schlagzeugs ein. Zusammen erzeugen die Drums und das Hackbrett einen Dunst aus hochfrequentem Fuzz; es ist eine schrille Perkussion in ihrer schärfsten Form, und die würgenden Grunzlaute des Sängers attackieren die Ohren.“

In den jüngeren Werken von Botanist gewannen Passagen mit klarem Gesang gegenüber den für Black Metal typischen Growls und Screams an Bedeutung.

## Songtexte
Die Texte der Band behandeln Pflanzen und Pilze als Elemente einer romantisch dargestellten Natur sowie die Menschheit als einen Störfaktor, der die Natur zu großen Teilen zerstört, aber letztlich vor allem sich selber auslöschen wird.
Als Songtitel dienen häufig wissenschaftliche Namen von Pflanzen (z. B. Helleborus Niger, Ocimum Sanctum, Erythronium) oder Pilzen (z. B. Amanita virosa), oder auch Bezeichnungen für Komponenten oder Prozesse in Ökosystemen (z. B. Biomass, Photosynthesis).
Der Protagonist des Narrativs ist der Botanist; dieser ist ein "verrückter Mann der Wissenschaft, der im selbstgewählten Exil lebt, so weit weg von der Menschheit und ihren Verbrechen gegen die Natur wie möglich".
Aus der untergangsprophetischen Perspektive des Botanist ist zu erwarten, dass die Pflanzen die Erde wiedererobern werden, nachdem die Menschheit sich selbst ausgelöscht hat. Zu der Vorstellungswelt, deren zentrales Element der Botanist ist, gehören eigenartige Dinge, beispielsweise der Veltheim Throne: dies sei eine Kathedra, die aus Trieben von Kaplilien (botanischer Name Veltheimia) gebildet werde und auf welcher der Botanist sitze und die Auslöschung der Menschheit erwarte.
Trotz der musikalischen und textlichen Eigenheiten befindet sich Botanist in einem misanthropischen Traditionsstrom mit anderen Akteuren des Genres:

„Die norwegischen Black-Metal-Musiker der 1990er Jahre glaubten, dass Satanismus und die Rückkehr der nordischen Götter das Christentum in die Knie zwingen könnten; Botanist glaubt, dass die Natur letztendlich die gesamte Menschheit in die Knie zwingen wird.“

Otrebor gab an, die Kernbotschaft des Botanist sei eine Botschaft von Hoffnung und Schönheit; denn nach einem Verschwinden der Menschheit und selbst nach einer weitgehenden Verwüstung der Erde durch den Menschen werde sich die Natur zweifellos regenerieren können.

## Diskografie
- 2011: I: The Suicide Tree (tUMULt)
- 2011: II: A Rose From the Dead (tUMULt)
- 2012: III: Doom in Bloom (TotalRust / Favonian)
- 2013: IV: Mandragora (Flenser)
- 2013: The Hanging Gardens of Hell (EP, Split mit Palace of Worms; Flenser)
- 2014: Rehearsal 2014
- 2014: VI: Flora (Flenser)
- 2015: Hammer of Botany (EP, Favonian)
- 2016: Green Metal (EP, Favonian / Avantgarde)
- 2017: Collective: The Shape Of He To Come (Favonian / Avantgarde)
- 2017: Collective: Setlist (Favonian)
- 2019: Ecosystem (Aural Music / Favonian)
- 2020: Ecosystem version B (Favonian)
- 2020: Photosynthesis (Flenser)
- 2023: VIII: Selenotrope (Prophecy Productions)
- 2024: Paleobotany (Prophecy Productions)